# Kealakekua
Kealakekua è un census-designated place (CDP) degli Stati Uniti d'America, situato nello stato delle Hawaii, nella contea di Hawaii.
Qui morì, ucciso dagli indigeni, il grande esploratore e cartografo James Cook, scopritore, tra le altre cose, dell'Australia, delle Hawaii, della Nuova Zelanda e primo a mappare l'isola di Terranova.